# Monark (sommerfugl)
Monark (Danaus plexippus) er en sommerfugl i takvingefamilien. Sommerfuglen er hjemmehørende i USA og Mexico, og den er kendt for at vandre langt. Disse vandringer kan føre den så langt som til New Zealand, Australien og Europa. I Europa har den nu slået sig ned i Spanien, de Kanariske øer (del af Spanien) og Portugal. Den ses meget sjældent i Danmark. Man har alene fundet nogle vingestumper i Thy i 1978 og et formentlig indslæbt eksemplar i 1987 i Hvalsø, Sjælland. 
Arten blev videnskabeligt beskrevet af Carl von Linné i 1758.

## Udseende
Monarkens forvingelængde (fra rod til spids) er 37-50 millimeter. Den kan nemt kendes på de kraftige farver og tydelige mønstre. Kun den noget mindre Danaus chrysippus, der lever på de Kanariske øer minder lidt om monarken. Monarkens måde at bevæge sig på adskiller sig også tydeligt fra de andre danske sommerfugle. Monarken flyver med langsomme vingeslag og får derved en glidende flugt, i modsætning til de hjemlige arters mere flagrende flugt.

## Larve
Monarkens larve anvender silkeplanter som foderplante. Fra værtsplanten optager larven en gift, hvilket den signalerer med sine kraftige farver. På den måde undgår sommerfuglen at blive spist. Det er dog kun nogle individer der optager nok gift til at være uspiselige, men da alle individer signalerer fare er det noget af en chance at tage for et rovdyr med monarker på menuen. Monarken har adskillige generationer i løbet af et år. Den tåler ikke frost, men kan migrere over meget lange afstande – over 3000 km. 

## Trusler
Monarken er stadig stærkt udbredt i USA og Mexico, men der foregår en ivrig debat omkring, hvilke følger dyrkningen af den gensplejsede Bt-majs har for sommerfuglen.

## Foderplanter
Asclepias-planter (dyrkede eller indslæbte) eller andre slægter af Svalerodfamilien.

## Galleri
| Galleri med danske arter i Takvingefamilien |
| --- |
| Egentlige takvinger ↓ - Perlemorsommerfugle ↓ Randøjer ↓ - Monark - Leptidea sinapis - Iris - Apatura iris - Poppelsommerfugl - Limenitis populi - Hvid admiral - Limenitis camilla Egentlige takvinger - Kirsebærtakvinge - Nymphalis polychloros - Østlig takvinge - Nymphalis xanthomelas - Det hvide L - Nymphalis vaualbum - Sørgekåbe - Nymphalis antiopa - Dagpåfugleøje - Aglais io - Admiral - Vanessa atalanta - Tidselsommerfugl - Vanessa cardui - Nældens takvinge - Aglais urticae - Det hvide C - Polygonia c-album - Nældesommerfugl - Araschnia levana Pletvinger - Okkergul pletvinge Melitaea cinxia - Mørk pletvinge Melitaea diamina - Brun pletvinge Mellicta athalia - Askepletvinge Euphydryas maturna - Hedepletvinge Euphydryas aurinia Perlemorsommerfugle - Kejserkåbe Argynnis paphia - Østlig perlemorsommerfugl - Argynnis laodice - Markperlemorsommerfugl Argynnis aglaja - Skovperlemorsommerfugl Argynnis adippe - Klitperlemorsommerfugl - Argynnis niobe - Storplettet perlemorsommerfugl Issoria lathonia - Engperlemorsommerfugl Brenthis ino - Moseperlemorsommerfugl Boloria aquilonaris - Brunlig perlemorsommerfugl Boloria selene - Rødlig perlemorsommerfugl Boloria euphrosyne - Violet perlemorsommerfugl Clossiana dia Randøjer - Galathea Melanargia galathea - Sandrandøje Hipparchia semele - Skovbjergrandøje Erebia ligea - Græsrandøje Maniola jurtina - Engrandøje Aphantopus hyperanthus - Buskrandøje Pyronia tithonus - Moserandøje Coenonympha tullia - Okkergul randøje Coenonympha pamphilus - Perlemorrandøje Coenonympha arcania - Herorandøje Coenonympha hero - Skovrandøje Pararge aegeria - Vejrandøje Lasiommata megera - Skovvejrandøje Lasiommata maera - Bjergvejrandøje Lasiommata petropolitana |